# Parevania punctatissima
Parevania punctatissima är en stekelart som beskrevs av Jean-Jacques Kieffer 1911. Parevania punctatissima ingår i släktet Parevania och familjen hungersteklar. Inga underarter finns listade i Catalogue of Life.